# Дурж
Дурж (фр. Dourges) насеље је и општина у североисточној Француској у региону Север-Па д Кале, у департману Па де Кале која припада префектури Ланс.
По подацима из 2011. године у општини је живело 5651 становника, а густина насељености је износила 539,22 становника/km². Општина се простире на површини од 10,48 km². Налази се на средњој надморској висини од 29 метара (максималној 35 m, а минималној 23 m).

## Демографија
| 1962. | 1968. | 1975. | 1982. | 1990. | 1999. | 2011. |
| ----- | ----- | ----- | ----- | ----- | ----- | ----- |
| 5.162 | 5.746 | 5.402 | 5.201 | 5.806 | 5.676 | 5.651 |

График промене броја становника у току последњих година